# Мальшаков, Николай Петрович
Никола́й Петро́вич Мальшако́в (19 декабря 1924 года, г. Лысьва, Пермская область, РСФСР, СССР — 7 декабря 1997 года, Москва, Россия) — советский государственный деятель, работник органов прокуратуры и судебной системы, участник Великой Отечественной войны 1941—1945 гг.

## Биография
Родился 19 декабря 1924 года в семье рабочего-металлурга в г. Лысьва Пермской области.
После окончания школы в 1939 году поступил в Пермский авиационный техникум, где проучился до 1942 года (обучение было прервано из-за войны).
Записался добровольцем на фронт и с 1943 года находился в составе действующей армии. Служил солдатом, помощником командира взвода, инструктором политотдела в составе 10-го гвардейского Уральского добровольческого танкового корпуса 4-й танковой армии Брянского фронта. За участие в боевых действиях награждён двумя орденами Красной Звезды и медалями. 
На фронте, в декабре 1943 года был принят в ВКП(б).
После окончания войны, в 1945—1947 гг. — инструктор по партучёту политотдела 29-й гвардейской мотострелковой бригады 4-го гвардейского механизированного корпуса Центральной группы войск и Группы оккупационных войск в Германии.
После демобилизации из Вооружённых Сил в 1947 году был направлен на работу в органы прокуратуры, где прошёл путь от помощника прокурора города Лысьва до прокурора Пермской области. В 1947—1949 гг. — помощник прокурора г. Лысьва Пермской области. В 1949—1951 гг. — прокурор г. Углеуральска Пермской области. В 1951—1953 гг. — начальник отдела УСО в г. Пермь. В июне 1954 года без отрыва от работы окончил Свердловский юридический институт (ныне — Уральский государственный юридический университет). В 1953—1955 гг. — первый заместитель прокурора Пермской области. В 1955—1956 гг. — прокурор Пермской области. В 1956—1957 гг. — прокурор Великолукской области. После упразднения Великолукской области, в 1957—1961 гг. — прокурор Пензенской области.
В 1961—1963 гг. — заведующий отделом административных и торгово-финансовых органов Пензенского обкома КПСС.
В 1963—1965 гг. — председатель Пензенского горисполкома.
С ноября 1965 по июль 1968 гг. — председатель Пензенского облисполкома.
С декабря 1972 года первый заместитель председателя Верховного суда РСФСР, с декабря 1984 по июнь 1987 гг. — председатель Верховного суда РСФСР.
С 1987 по 1989 гг. — Главный государственный арбитр СССР.
Похоронен на Троекуровском кладбище.

## Награды и звания
- Два ордена Трудового Красного Знамени (11.08.1966, 26.08.1971)
- Орден Дружбы народов (21.05.1981)
- Два ордена Красной звезды (26.04.1944, 26.05.1945)
- Медаль «За отвагу» (16.08.1943)
- Почётный гражданин г. Пензы (1969)
- Заслуженный юрист РСФСР (1984)